# Machination (collection)
Cet article concerne la collection de bandes dessinées. Pour les autres significations, voir La Machination.
Machination est une collection de bandes dessinées publiée par les éditions Delcourt.